# Referendum w Kirgistanie w 2010 roku
Referendum w Kirgistanie w 2010 roku – referendum konstytucyjne przeprowadzone w Kirgistanie 27 czerwca 2010. Jego przedmiotem było udzielenie zgody przez obywateli na przyjęcie nowej konstytucji. Oznaczało to zmianę prezydenckiego systemu rządów na system parlamentarny i zatwierdzenie Rozy Otunbajewy na stanowisku prezydenta do końca 2011. Projekt nowej konstytucji zyskał poparcie ponad 90% głosujących.

## Organizacja referendum
W kwietniu 2010 w Kirgistanie w wyniku rewolucji odsunięty od władzy został prezydent Kurmanbek Bakijew. Na czele państwa stanęła opozycja na czele z Rozą Otunbajewą. Prezydent Bakijew opuścił kraj i poprzez Kazachstan udał się na Białoruś.
Nowe władze zapowiedziały zmiany systemowe w kraju, opracowanie nowej konstytucji i organizację wolnych wyborów. 22 kwietnia 2010 rząd Otunbajewy wyznaczył kalendarz wyborczy w tym zakresie. Datę organizacji powszechnego referendum w sprawie przyjęcia projektu nowej ustawy zasadniczej wyznaczył na 27 czerwca 2010, a datę wyborów parlamentarnych na dzień 10 października 2010.
W czerwcu 2010 organizacja referendum w wyznaczonym czasie stanęła pod znakiem zapytania, po tym jak 10 czerwca 2010 na południu kraju doszło do wybuchu krwawych kirgisko-uzbeckich zamieszek etnicznych, w których mogło zginąć nawet ok. 2 tys. osób, a 400 tys. opuściło miejsce swego zamieszkania. Rząd tymczasowy o ich organizację oskarżył zwolenników i krewnych byłego prezydenta Bakijewa, czemu ten zaprzeczył. Kirgiskie władze twierdziły, że ich celem była destabilizacja sytuacji na południu kraju i niedopuszczenie do organizacji referendum. Rząd Otunbajewy ogłosił jednak, że pomimo wybuchu starć, referendum odbędzie się w zaplanowanym czasie. O nieprzekładanie głosowania zaapelowały także ONZ i UE. Referendum zyskało również poparcie ze strony Rosji i Stanów Zjednoczonych. Jego organizacja i wynik miał potwierdzić legitymizację nowych władz i umożliwić uzyskanie przez nie szerszego poparcia i pomocy ze strony społeczności międzynarodowej.
Międzynarodowa organizacja pozarządową monitorująca konflikty zbrojne, International Crisis Group (ICG), jak również kilka krajowych organizacji pozarządowych oraz opozycja (partia Ak Żoł byłego prezydenta Bakijewa), zaapelowały do władz o przesunięcie terminu głosowania ze względu na niedawne zamieszki na południu kraju. Zwolennikami zmian i referendum były trzy główne partie polityczne tworzące rząd tymczasowy: Ata Meken, Socjaldemokratyczna Partia Kirgistanu i Ak Szumkar.

### Proponowane zmiany w konstytucji
Projekt nowej konstytucji został publicznie przedstawiony 26 kwietnia 2010. Redukował uprawnienia prezydenta i w miejsce prezydenckiego systemu sprawowania władzy wprowadzał system parlamentarny. Proponował wybór głowy państwa na maksymalnie jedną 6-letnią kadencję (w miejsce dwóch 5-letnich) i podwyższał maksymalny wiek kandydata na prezydenta z 65 do 70 lat. Pozbawiał głowę państwa immunitetu i możliwości finansowania wydatków rodziny ze środków publicznych oraz ograniczał jego kompetencji w sprawach gospodarczych i kontroli nad służbami bezpieczeństwa. Na mocy nowego prawa Roza Otunbajewa miała pozostać szefem państwa do 31 grudnia 2011, lecz nie mogła ubiegać się o reelekcję. W tym czasie w kraju miały zostać przeprowadzone wybory prezydenckie, a wcześniej parlamentarne.
Projekt zwiększał liczbę deputowanych do parlamentu z 90 do 120, ograniczając przy tym liczbę mandatów zajmowanych przez jedną partię do co najwyżej 65. Kadencja parlamentu miała trwać 5 lat. Zabraniał karania za krytykę urzędników państwowych oraz zezwalał partiom politycznym organizację demonstracji na zewnątrz budynków użyteczności publicznej i na ogólnodostępnych placach bez uzyskiwania oficjalnego zezwolenia. Proponował likwidację Sądu Konstytucyjnego, odpowiedzialnego za orzekanie o konstytucyjności aktów prawnych i przeniesienie jego uprawnień na Sąd Najwyższy. Powodem tej ostatniej zmiany były oskarżenia nowego rządu pod adresem sędziów Sądu Konstytucyjnego o sprzyjanie interesom byłych prezydentów Askara Akajewa i Bakijewa.

## Głosowanie i wyniki
Centralna Komisja Wyborcza utworzyła ponad 2000 punktów wyborczych, w tym prawie 40 za granicą. Uprawnionych do głosowania było ponad 2,7 mln spośród 5,3 mln obywateli. Odpowiadali oni na jedno pytanie: "Czy jest Pan/i za przyjęciem Konstytucji Republiki Kirgistanu?".
Roza Otunbajewa głosowała w rodzinnym mieście Osz na południu kraju. Głosowanie przebiegło w spokojnej atmosferze, przy wysokiej frekwencji wyborczej wynoszącej 72,3%. Na czas głosowania w południowych obwodach kraju zawieszona została godzina policyjna. Według wyników ogłoszonych przez komisję wyborczą 90,56% głosujących poparło projekt nowej konstytucji, a 8,06% było przeciw.
| Głosy                     | Liczba głosów | %      |
| ------------------------- | ------------- | ------ |
| Tak                       | 1 782 069     | 90,56% |
| Nie                       | 158 638       | 8,06%  |
| Głosy nieważne            | 27 205        | 1,38%  |
| Razem (frekwencja 72,30%) | 1 967 912     | 100%   |
| Źródło:                   |               |        |

## Ocena głosowania i reakcje
Po ogłoszeniu wstępnych wyników wyborów, potwierdzających akceptację dla nowej konstytucji, Otunbajewa stwierdziła, że Kirgistan wstąpił na ścieżkę "prawdziwej demokracji ludowej". Wyraziła również dumę z rodaków i z kraju w "trudnych" czasach.
Były prezydent Kurmanbek Bakijew potępił z Białorusi organizację referendum, określając postępowanie Otunbajewy jako "niepoważne i nieodpowiedzialne". Stwierdził, że prowadzi ona kraj w "ślepy zaułek".
Referendum monitorowane było przez krajowych i międzynarodowych obserwatorów, w tym dwie kirgiskie organizacje pozarządowe, Koalicję na rzecz Demokracji i Społeczeństwa Obywatelskiego oraz Taza Shailoo (Uczciwe Wybory). Wśród organizacji międzynarodowych swoich obserwatorów wysłały Wspólnota Niepodległych Państw, Szanghajska Organizacja Współpracy, Narodowy Instytut Demokratyczny (National Democratic Institute), OBWE oraz komisje wyborcze z Rosji i Kazachstanu. OBWE przysłała 300 krótkookresowych obserwatorów, jednak z powodów bezpieczeństwa wycofała swoją długookresową misję z południowego Kirgistanu.
28 czerwca 2010 OBWE orzekła, że Kirgistan stworzył warunki dla pokojowego i w większości przejrzystego głosowania, lecz zaleciła dalszą poprawę przed wyborami parlamentarnymi. Stwierdziła, że dalsza poprawa procesu wyborczego i budowa demokratycznego społeczeństwa opartego na poszanowaniu praw człowieka i rządów prawa, zależy od współpracy wszystkich sił politycznych. Pochwaliła wysoką frekwencję wyborczą, uznając ją za wyraz pragnienia mieszkańców do kształtowania pokojowej i demokratycznej przyszłości swojego kraju. Pochwaliła również wysiłki władz na rzecz zabezpieczenia głosowania na południu kraju i ułatwienia oddania głosu przez uchodźców czy osoby nieposiadające dokumentów tożsamości.
Stany Zjednoczone z zadowoleniem przyjęły spokojny i uporządkowany proces wyborczy i wyraziły nadzieję, że referendum stanowić będzie "efektywny krok w kierunku stabilnych i demokratycznych rządów". Prezydent Rosji Dmitrij Miedwiediew, pomimo wcześniejszego poparcia Rosji dla organizacji głosowania, wyraził zaniepokojenie i wątpliwość co do adekwatności parlamentarnego systemu rządów do tradycji i sytuacji politycznej Kirgistanu. Powiedział, że Kirgistan, który zmagał się z "groźbą rozpadu" potrzebuje "silnej, dobrze zorganizowanej władzy".